# (29589) 1998 FV98
A (29589) 1998 FV98 a Naprendszer kisbolygóövében található aszteroida. A LINEAR projekt keretében fedezték fel 1998. március 31-én.